# QU Normae
QU Normae (QU Nor / HD 148379 / HR 6131) es una estrella de magnitud aparente +5,36.
Encuadrada dentro de la constelación de Norma, visualmente se localiza 1,3º al norte de ε Normae.
La nueva reducción de los datos de paralaje del satélite Hipparcos sitúa a QU Normae a una distancia de 1820 años luz del sistema solar.
Puede ser miembro de la asociación estelar Ara OBIa.
QU Normae es una supergigante azul de tipo espectral B2Iap con una temperatura efectiva entre 17.000 y 18.500 K. 
Como corresponde a su clase, es una estrella enormemente luminosa, ya que radia 76.000 veces más energía que el Sol.
También tiene un tamaño considerable; su radio es 58 veces más grande que el del Sol
y gira sobre sí misma con una velocidad de rotación proyectada de 44 km/s.
Es una estrella masiva, siendo su masa aproximada 15,5 veces mayor que la masa solar, por lo que finalizará su corta vida explosionando como una brillante supernova.
QU Normae es una variable Alfa Cygni —semejante a ρ Leonis o a κ Cassiopeiae— cuya amplitud de variación es de 0,064 magnitudes a lo largo de un período de 4,818 días.